# Lista de festivais, festas e romarias realizados em Portugal
Esta é uma lista de festivais, festas e romarias realizados em Portugal, organizada por distrito. Esta lista inclui festividades de diversos tipos, entre elas: festivais musicais, comemorações regionais, feiras, bem como festivais gastronómicos, artísticos, religiosos (como festas e romarias) e folclóricos.

## Distrito de Aveiro

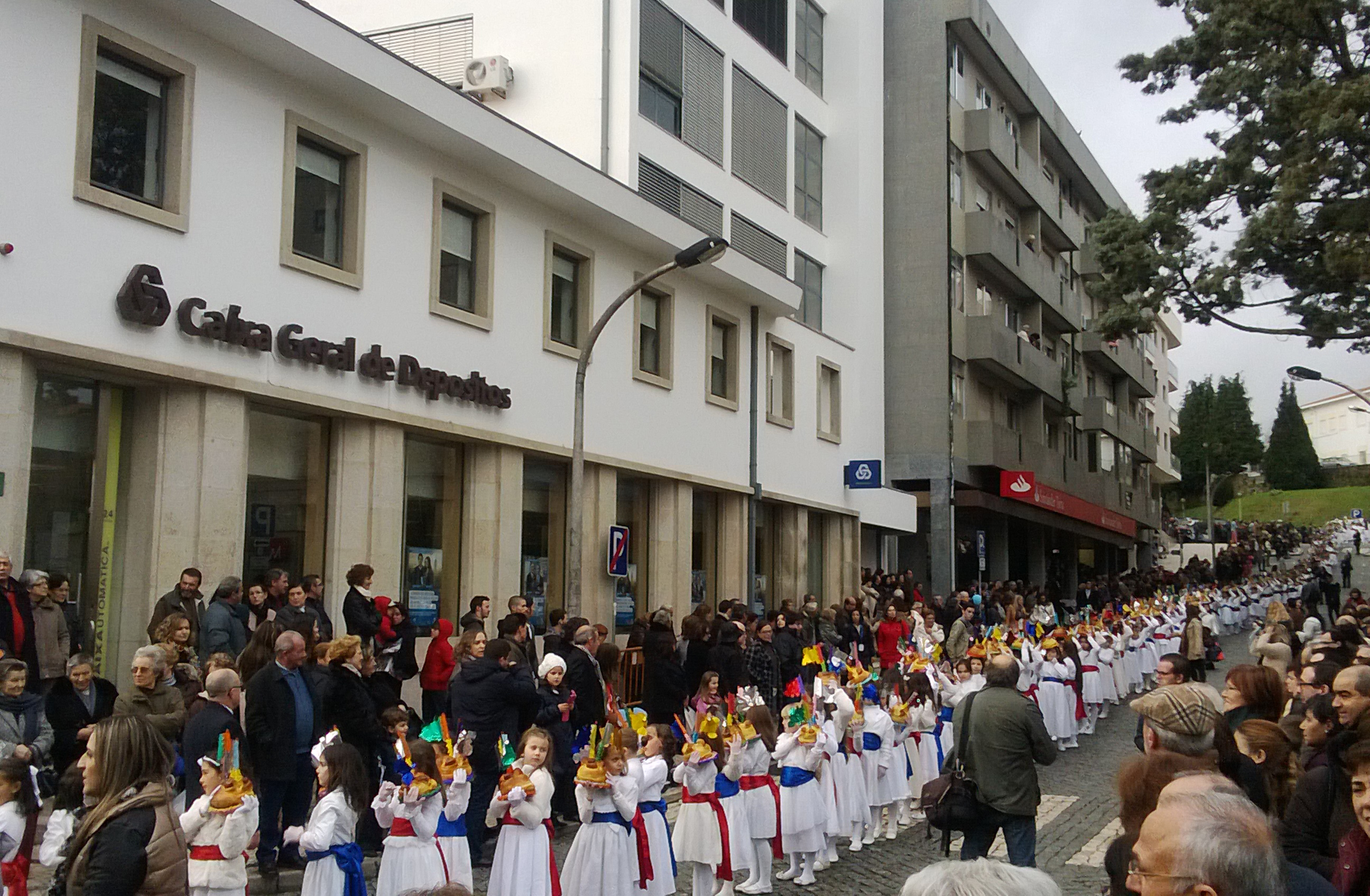
A Festa das Fogaceiras em 2014

| Nome                                 | Data aproximada             | Local                     | Descrição                                                           | Refs        |
| ------------------------------------ | --------------------------- | ------------------------- | ------------------------------------------------------------------- | ----------- |
| Feira das Colheitas                  | Final de setembro           | Arouca                    | Feira e festa fundada por agricultores                              | [ 1 ] [ 2 ] |
| Festa de Santa Joana Princesa        | 12 de maio                  | Aveiro                    | Festa em honra de Joana, Princesa de Portugal, padroeira da cidade  | [ 3 ] [ 4 ] |
| Festas dos Rojões                    | 3º fim-de-semana de outubro | Espinho                   | Festa popular em honra de Nossa Senhora dos Altos-Céus e São Mamede | [ 5 ]       |
| Romaria de Santa Eufémia             | Meados de setembro          | Castelo de Paiva          | Romaria em honra de Santa Eufémia                                   | [ 6 ] [ 7 ] |
| Festa de Nossa Senhora da Piedade    | Meados de agosto            | Canedo, Vale e Vila Maior | Festa religiosa e pagã em honra de Nossa Senhora da Piedade         | [ 8 ] [ 9 ] |
| Festa de Nossa Senhora da Saúde      | 15 de agosto                | Fermedo                   | Festa em honra de Nossa Senhora da Saúde                            | [ 10 ]      |
| Festa das Fogaceiras                 | 20 de janeiro               | Santa Maria da Feira      | Festa em honra ao mártir Sebastião de Narbona                       | [ 11 ]      |
| Festa de Nossa Senhora dos Milagres  | 15 de agosto                | Cedrim                    | Festa em honra de Nossa Senhora dos Milagres                        | [ 12 ]      |
| Festa de Santa Marinha               | Meados de julho             | Pampilhosa                | Festa em honra de Santa Margarida de Antioquia                      | [ 13 ]      |
| Festa de Nossa Senhora de La Salette | Agosto                      | Oliveira de Azeméis       | Festa em honra de Nossa Senhora de La Salette                       | [ 14 ]      |
| Festas de Santo António              | Junho                       | Vale de Cambra            | Festa em honra de Santo António de Lisboa                           | [ 15 ]      |
| Romaria ao Milagre de Urgueira       | Meados de agosto            | Serra do Caramulo         | Romaria de Nossa Senhora da Guia                                    | [ 9 ]       |

## Distrito de Beja

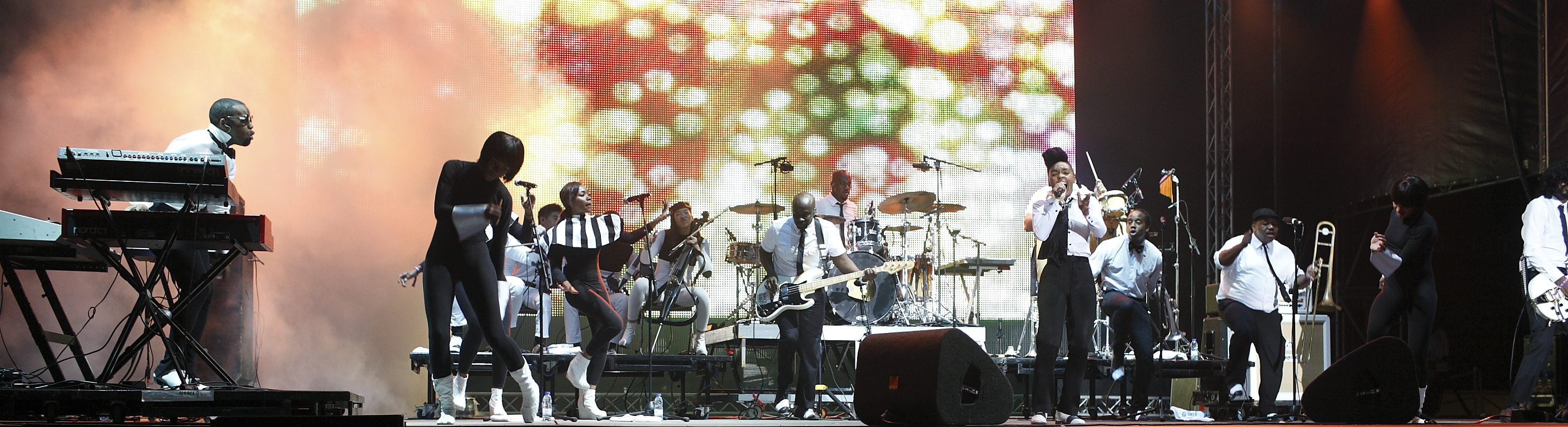
O Festival Sudoeste, em 2011

| Nome                                 | Data aproximada                           | Local                  | Descrição                                                                | Refs          |
| ------------------------------------ | ----------------------------------------- | ---------------------- | ------------------------------------------------------------------------ | ------------- |
| Festa das Santas Cruzes              | Final de abril e início de maio           | Vila Nova de São Bento | Festa em honra de São Bento, padroeiro da vila                           | [ 16 ] [ 17 ] |
| Festa de Nossa Senhora de Guadalupe  | Inicia na Sexta-Feira Santa               | Serpa                  | Festa em honra de Nossa Senhora de Guadalupe                             | [ 18 ]        |
| Festa de Nossa Senhora do Carmo      | Fim-de-semana mais próximo de 16 de Julho | Moura                  | Festa em honra de Nossa Senhora do Carmo                                 | [ 19 ]        |
| Festival Sudoeste                    | 1ª quinzena de Agosto                     | Zambujeira do Mar      | É o maior festival de Verão do país                                      | [ 20 ]        |
| Festa de Nossa Senhora da Encarnação | 2º fim-de-semana de Agosto                | Vila Ruiva             | Festa em honra de Nossa Senhora da Encarnação                            | [ 9 ]         |
| Festa de Pias                        | Último fim de semana de Agosto            | Serpa                  | Festa em honra de São Luís e ao Santíssimo Sacramento                    | [ 9 ]         |
| Feira de Castro                      | 3º fim-de-semana de Outubro               | Vila de Castro Verde   | Fundada em 1620, é considerada como a maior feira na região Sul do país. | [ 21 ]        |
| Festa de São Sisenando               | 24 de Outubro                             | Beja                   | Festa solene em honra de São Sisenando                                   | [ 22 ]        |

## Distrito de Braga

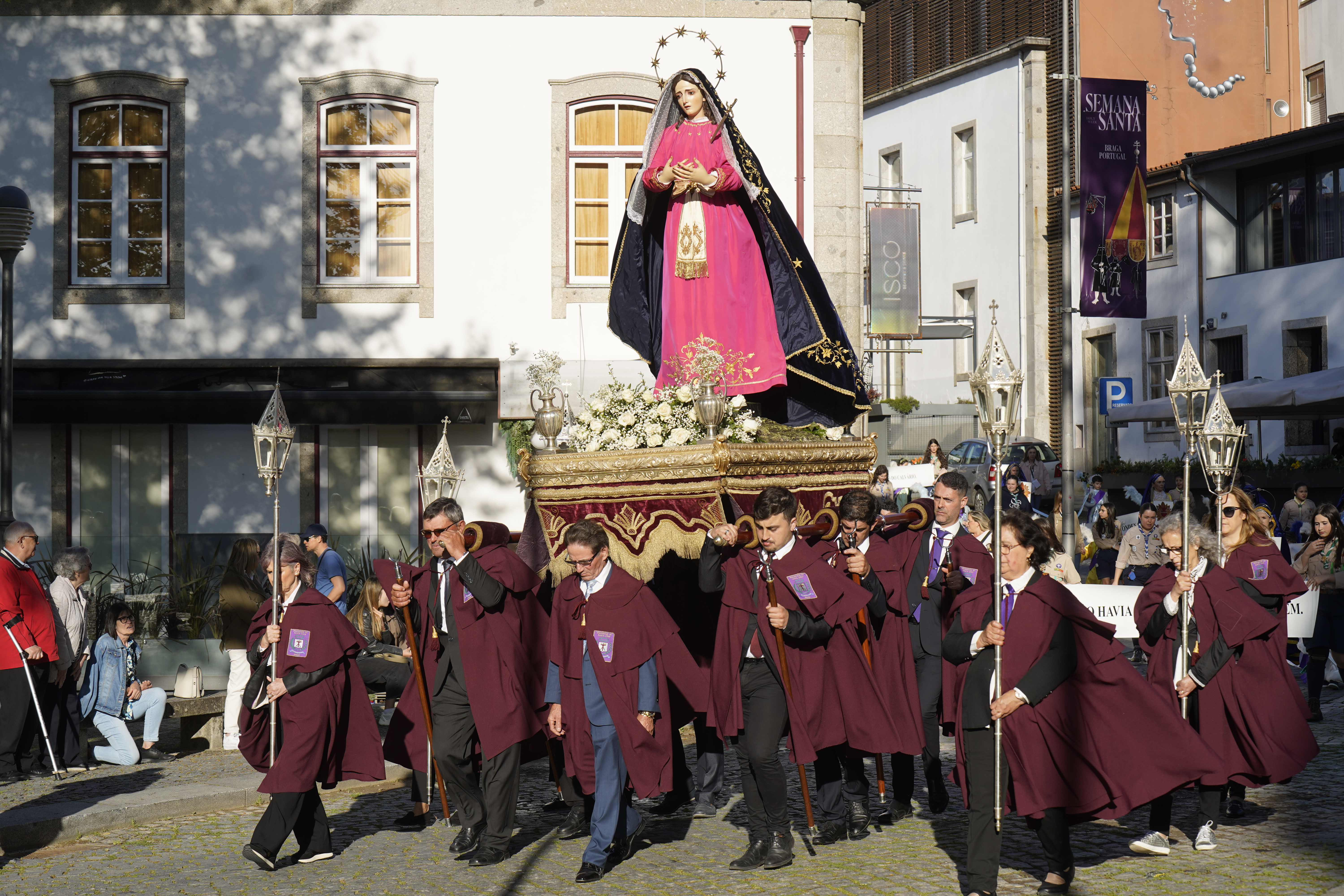
Procissão dos Passos em Braga

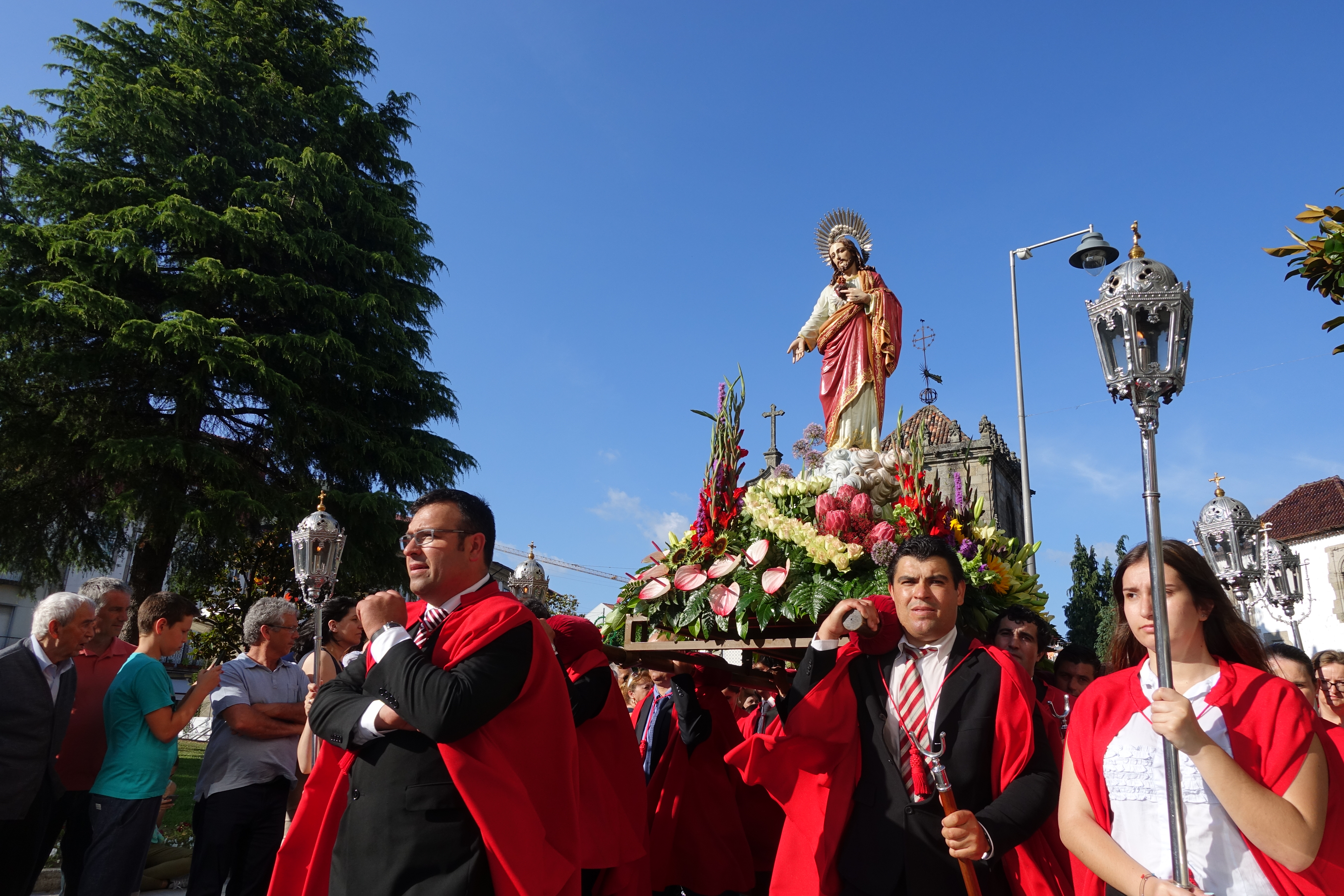
Procissão com o Coração de Jesus na Festa de São João em Braga, em 2016

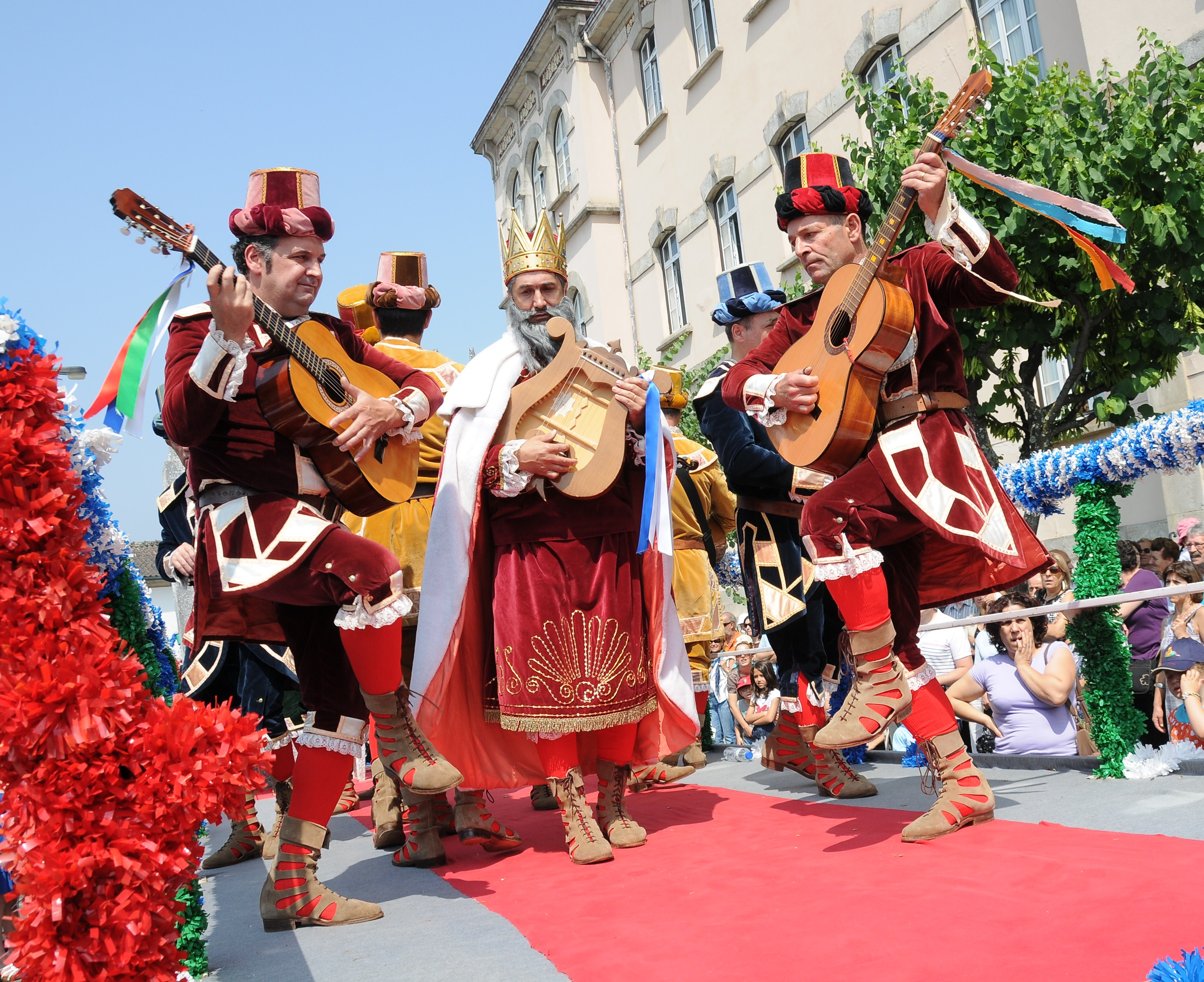
Representação da dança do Rei David na Festa de São João em Braga

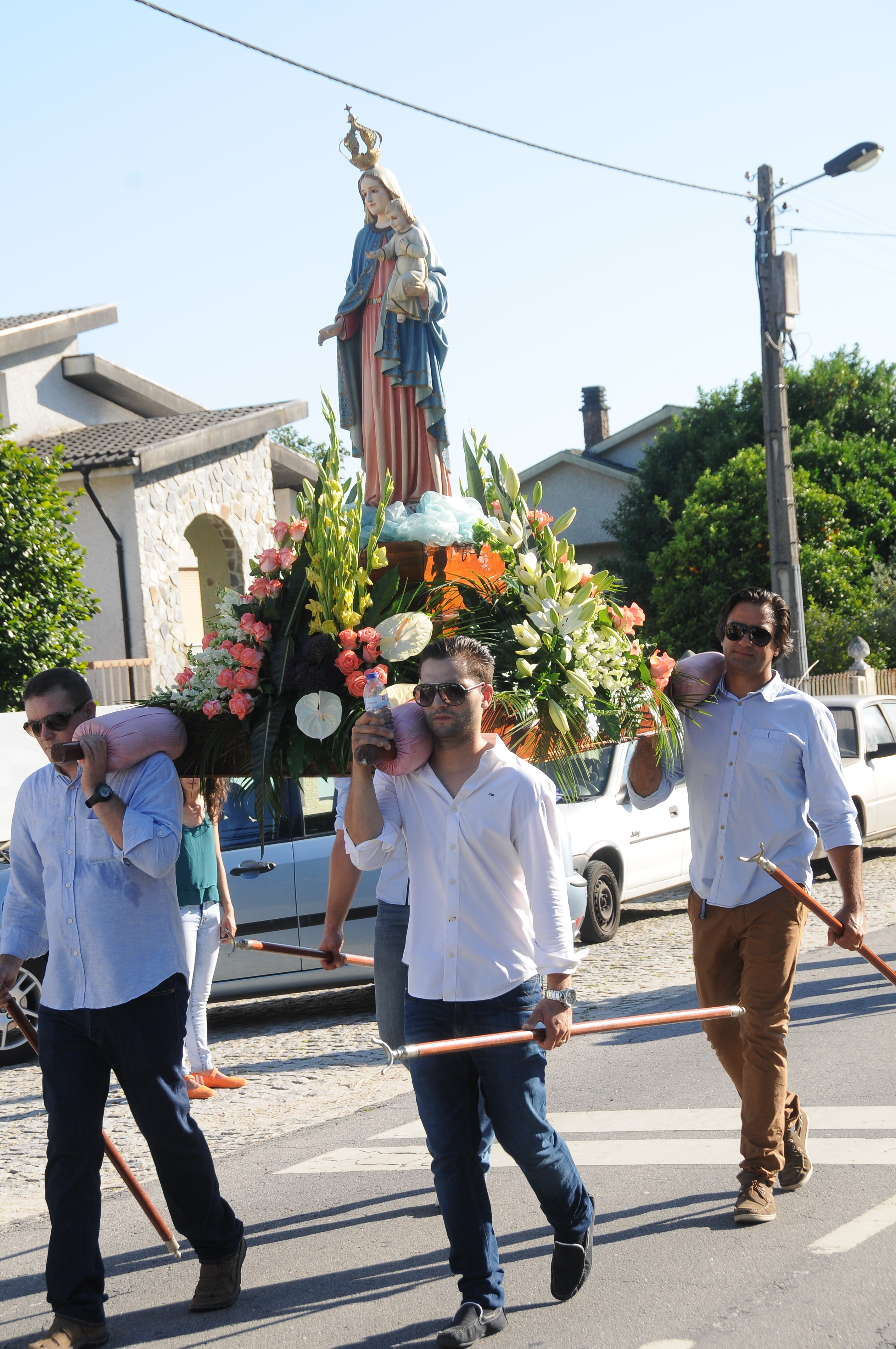
Procissão em Figueiredo (Amares)

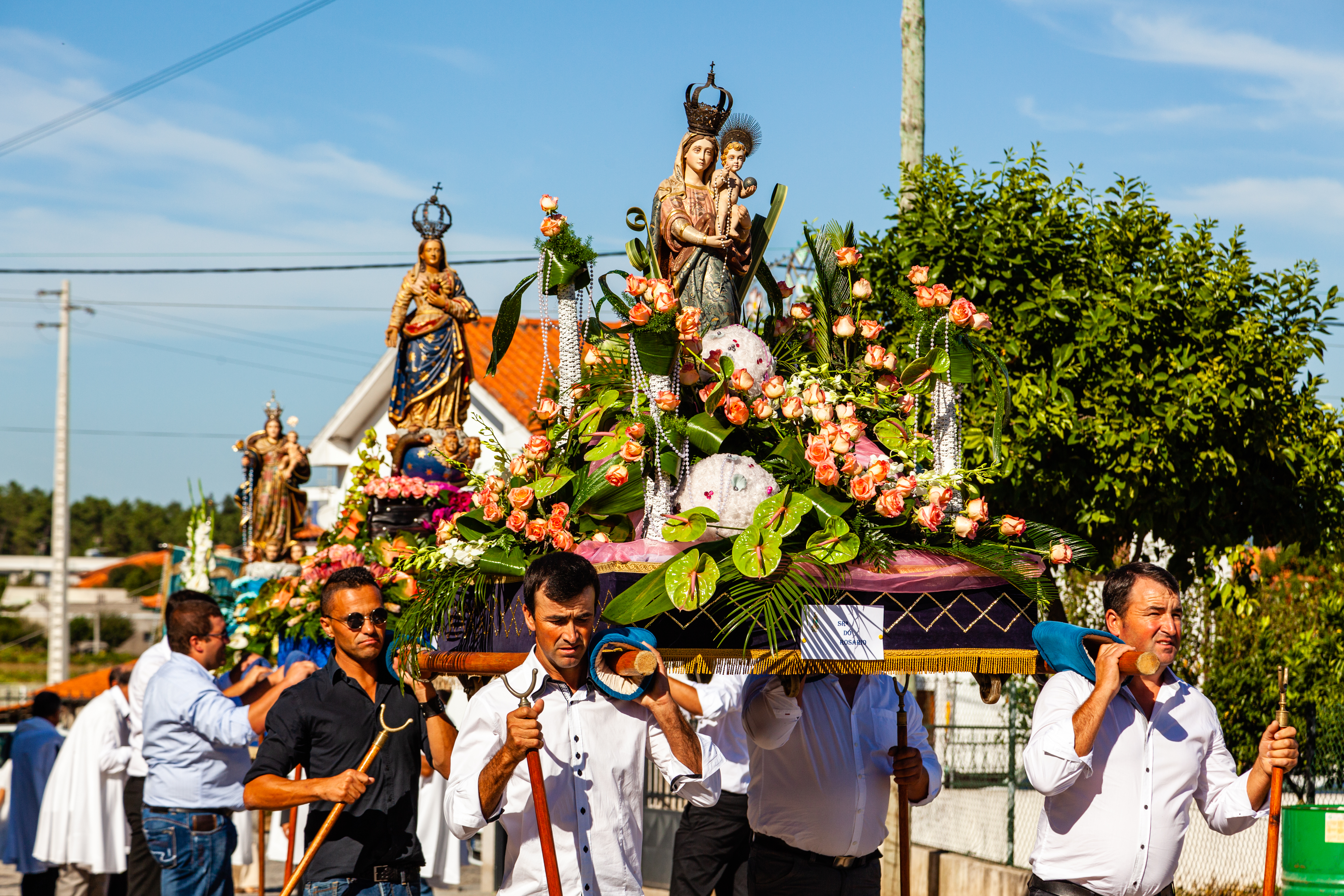
Procissão em Gilmonde (Barcelos)

| Nome                                                   | Data aproximada                    | Local                       | Descrição | Refs          |
| ------------------------------------------------------ | ---------------------------------- | --------------------------- | --- | ------------- |
| Semana Santa de Braga                                  | Semana Santa                       | Braga                       | Eventos em comemoração à Semana Santa, um dos primeiros do género na Europa | [ 23 ] [ 24 ] |
| Festa de São João                                      | A partir de meados de junho        | Braga                       | Festa em honra de São João Baptista, é o maior evento festivo do distrito | [ 25 ] [ 26 ] |
| Feiras francas                                         | 16 e 17 de Maio                    | Fafe                        | Realizam-se desde os finais do século XVIII | [ 27 ]        |
| Festa de Nossa Senhora do Sameiro                      | 12 de junho                        | Santuário do Sameiro, Braga | Festa em honra de Nossa Senhora do Sameiro | [ 28 ]        |
| Festas do Concelho                                     | 2º domingo de Julho                | Fafe                        | Festa em honra de Nossa Senhora de Antime | [ 27 ]        |
| Festas Gualterianas                                    | 1º fim-de-semana de Agosto         | Guimarães                   | Festa em honra de São Gualter | [ 29 ]        |
| Feira de Artesanato e Gastronomia de Celorico de Basto | 14 a 18 de Agosto                  | Celorico de Basto           | Evento dedicado ao artesanato e gastronomia | [ 27 ]        |
| Romaria a São Bartolomeu do Mar                        | 24 de Agosto                       | Esposende                   | Romaria em honra de São Bartolomeu-do-Mar com o tradicional "Banho Santo" | [ 9 ]         |
| Festa de Nossa Senhora da Ajuda                        | 2º fim-de-semana de Setembro       | Gilmonde (Barcelos)         | Festa em honra de Nossa Senhora da Ajuda | [ 30 ]        |
| Romaria ao Santuário de Nossa Senhora do Alívio        | 2º e 3º fins-de-semana de Setembro | Soutelo (Vila Verde)        | Festa e Romaria em honra de Nossa Senhora do Alívio | [ 31 ]        |
| Agro-Basto                                             | Setembro                           | Cabeceiras de Basto         | Evento dedicado aos principais produtos da região, tais como: as carnes barrosãs, maronesa, cabrito das Terras altas do Minho, o vinho, o mel, os fumeiros, os produtos da quinta, o milho e a doçaria local. | [ 27 ]        |
| Festa litúrgica em honra da Beata Alexandrina          | 13 de Outubro                      | Balazar                     | Festa em honra de Alexandrina de Balazar | [ 32 ] [ 33 ] |
| Festas Nicolinas                                       | 29 de Novembro a 7 de Dezembro     | Guimarães                   | Tradição estudantil de Guimarães em honra de São Nicolau de Mira | [ 34 ]        |
| Feira do Mel, das Maçãs e das Pinhas                   | Dezembro                           | Vila Verde                  | Os produtores do concelho de Vila Verde vendem os seus artigos junto à Capela de Santa Luzia | [ 27 ]        |

## Distrito de Bragança

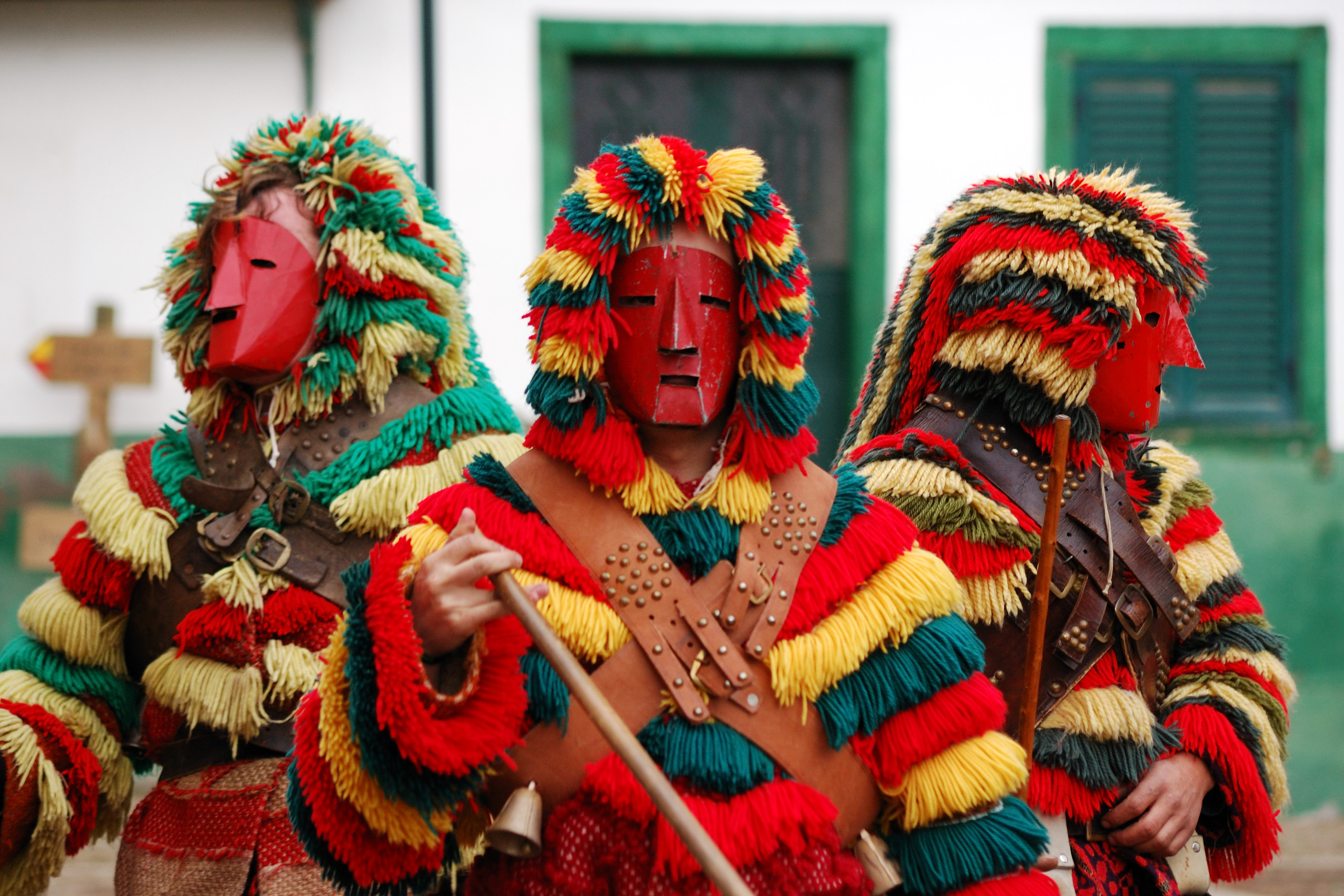
Os Caretos de Podence (na imagem) foram classificados como Patrimônio Cultural Imaterial da Humanidade

| Nome                                          | Data aproximada                           | Local     | Descrição | Refs          |
| --------------------------------------------- | ----------------------------------------- | --------- | --- | ------------- |
| Festas de Nossa Senhora do Amparo             | 25 de julho-1º domingo de agosto          | Mirandela | Festa em honra de Nossa Senhora do Amparo criada em 1794 | [ 35 ]        |
| Festas de Nossa Senhora das Graças            | 11-22 de agosto                           | Bragança  | Festa em honra de Nossa Senhora das Graças | [ 36 ]        |
| Caretos de Podence                            | Final do inverno e à chegada da primavera | Bragança  | Festival em homenagem aos Careto. É considerado Patrimônio Cultural Imaterial da Humanidade                                                                    | [ 37 ] [ 38 ] |
| Rural Castanea - Festa da Castanha de Vinhais | 23-15 de Outubro                          | Vinhais   | Evento composto por conferências temáticas, concursos da castanha e do mel, fim-de-semana gastronómico, demonstrações culinárias e venda de produtos endógenos | [ 39 ]        |

## Distrito de Castelo Branco

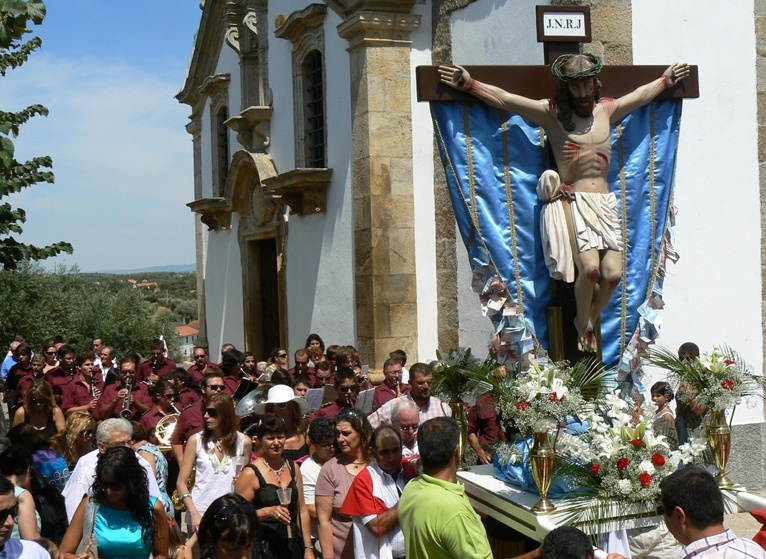
A procissão em honra do Divino Senhor do Calvário em Proença-a-Velha

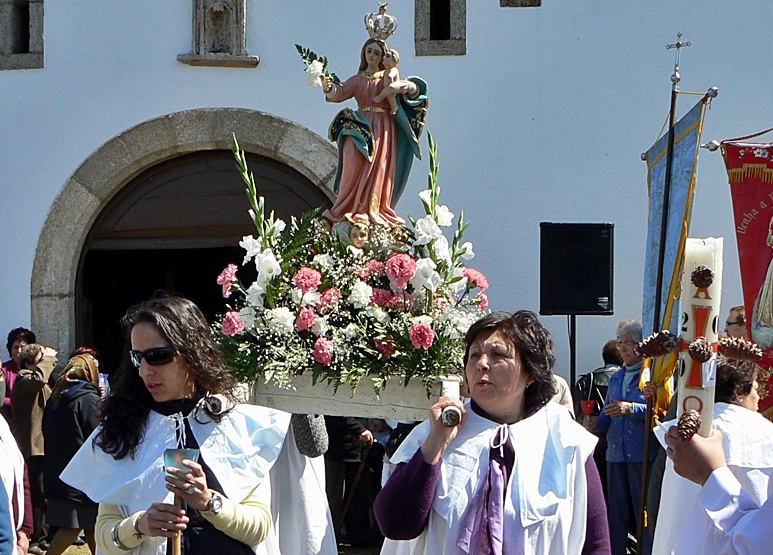
Romaria da Senhora da Granja em Proença-a-Velha

| Nome                                                          | Data aproximada                                            | Local                    | Descrição | Refs   |
| ------------------------------------------------------------- | ---------------------------------------------------------- | ------------------------ | --- | ------ |
| Romaria de Nossa Senhora do Incenso                           | Segunda-feira de Páscoa                                    | Penamacor                | O santuário localiza-se a cerca de 2 km da vila de Penamacor, a poente, junto à estrada Fundão/Covilhã | [ 40 ] |
| Festa de Nossa Senhora do Fastio e Nossa Senhora do Bom Parto | Domingo de Pascoela                                        | Enxames                  | Grande romaria celebrada no Domingo de Pascoela e na Segunda-feira seguinte e que atrai muitos romeiros da região da Cova da Beira | [ 41 ] |
| Romaria de Nossa Senhora do Bom Sucesso                       | 2º Domingo depois da Páscoa                                | Penamacor                | Também conhecida como romaria da Senhora da Ribeira da Bazágueda, o seu santuário situa-se a cerca de 12 km de Penamacor, seguindo pela estrada que liga a povoação penamacorense a Espanha                                                  | [ 42 ] |
| Romaria de Nossa Senhora da Quebrada                          | 6º Domingo depois da Páscoa                                | Benquerença              | Celebrada primitivamente na Quinta Feira da Ascenção, a sua ermida está situada num outeiro a 1,5 km da povoação, junto à estrada do Anascer                                                                                                 | [ 43 ] |
| Romaria de Nossa Senhora da Póvoa                             | Segunda Feira do Espírito Santo (50 dias após a da Páscoa) | Vale da Senhora da Póvoa | É a mais conhecida romaria do concelho de Penamacor e uma das mais maiores da Beira Baixa. O santuário situa-se no sopé da serra d'Opa, a cerca de 1,5 km da aldeia do Vale da Senhora da Póvoa. O arraial decorre de Sábado a Segunda-feira | [ 44 ] |
| Romaria de Santa Luzia                                        | 15 de setembro                                             | Castelejo                | É considerada a maior manifestação religiosa da Cova da Beira e o ponto alto da cultura religiosa e popular no concelho do Fundão | [ 45 ] |

## Distrito de Coimbra
| Nome                                                     | Data aproximada | Local                | Descrição                                                        | Refs   |
| -------------------------------------------------------- | --------------- | -------------------- | ---------------------------------------------------------------- | ------ |
| Festa do Queijo Serra da Estrela de Oliveira do Hospital | Março           | Oliveira do Hospital | Festa dedicada aos queijos Serra da Estrela e produtos regionais | [ 46 ] |
| Festas de São Mateus                                     | Setembro        | Soure                | Feira franca, uma das mais antigas e tradicionais do país        | [ 47 ] |

## Distrito de Évora

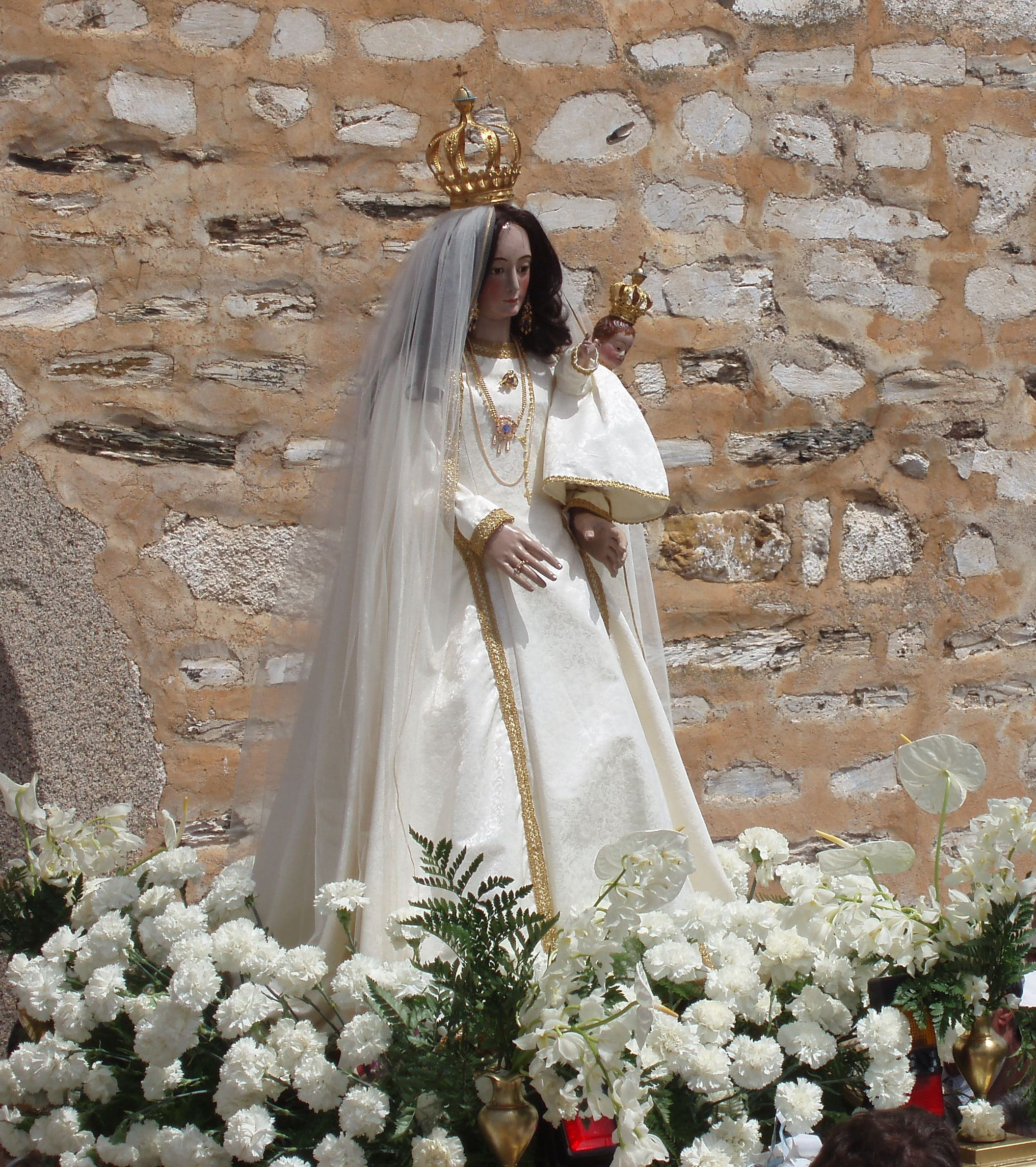
Procissão de Nossa Senhora da Boa Nova (Terena, Alandroal)

| Nome                                 | Data aproximada                     | Local              | Descrição                                                                                  | Refs   |
| ------------------------------------ | ----------------------------------- | ------------------ | ------------------------------------------------------------------------------------------ | ------ |
| Romaria de Nossa Senhora de Aires    | 4º fim-de-semana de Abril           | Viana do Alentejo  | Romaria a cavalo até ao Santuário de Nossa Senhora de Aires seguida de grandiosa procissão |        |
| Romaria de Nossa Senhora da Boa Nova | Domingo e Segunda-Feira de Pascoela | Terena (Alandroal) | Romaria anual ao Santuário de Nossa Senhora da Boa Nova                                    | [ 48 ] |

## Distrito de Faro

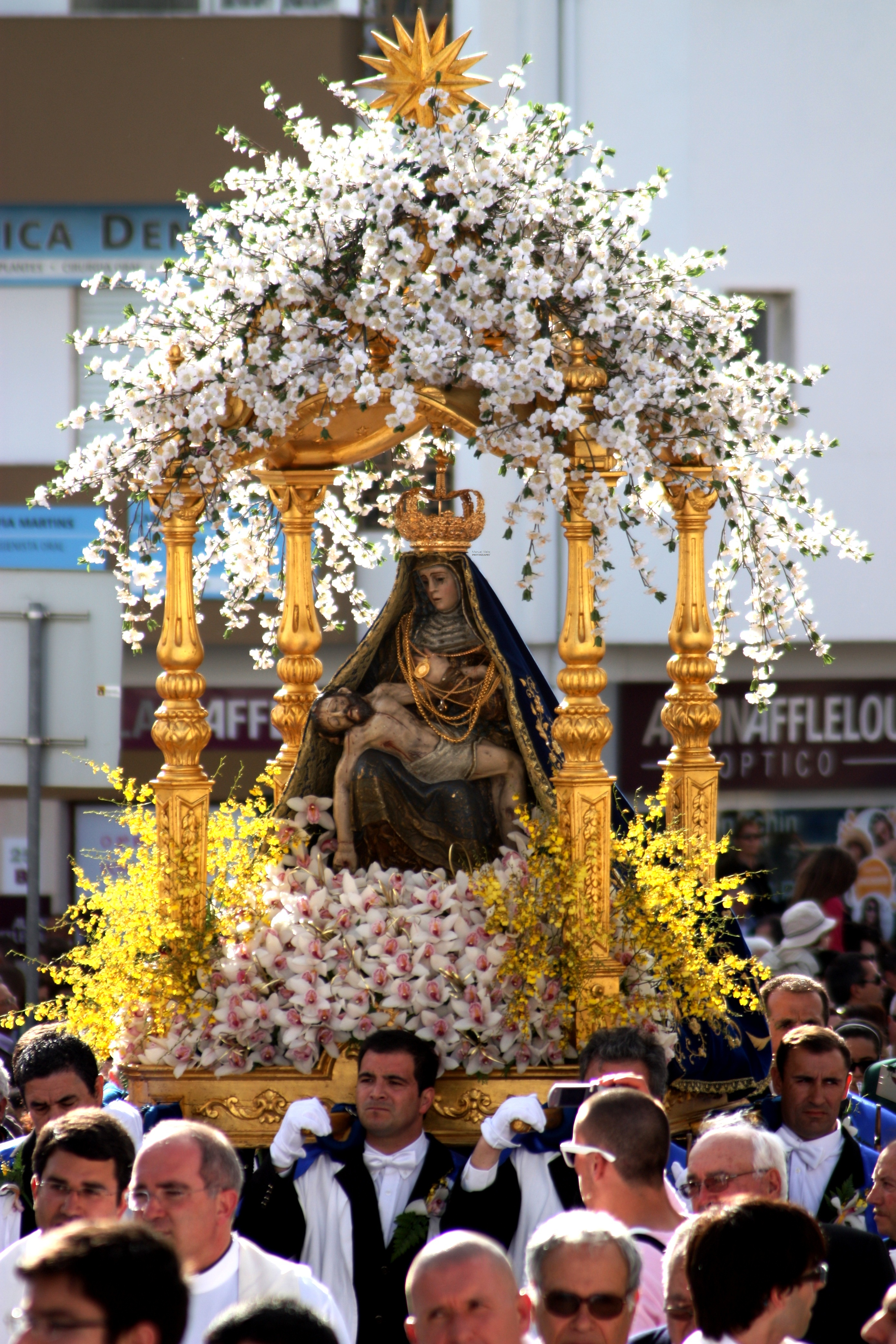
Grandiosa procissão de Nossa Senhora da Piedade – Mãe Soberana – em Loulé

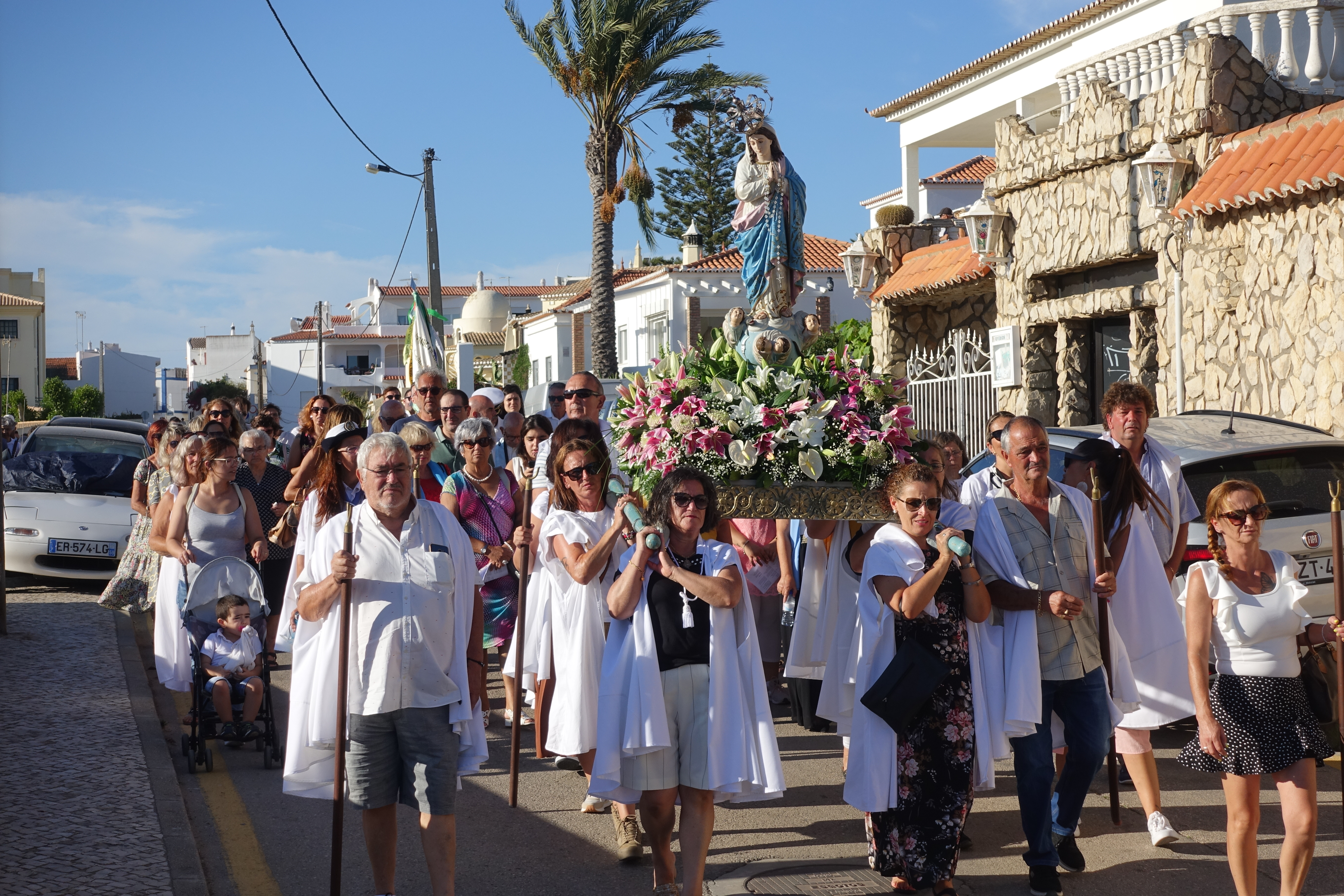
Procissão em honra de Nossa Senhora da Conceição, em Ferragudo (Lagoa)

| Nome                                            | Data aproximada                                           | Local                      | Descrição | Refs   |
| ----------------------------------------------- | --------------------------------------------------------- | -------------------------- | --- | ------ |
| Festa de Nossa Senhora da Bondade               | 16 de Fevereiro                                           | São Marcos da Serra        | Festa anual em honra de Nossa Senhora Mãe da Bondade com encontro de oração e procissão                                                                       |        |
| Feira dos Enchidos Tradicionais                 | 1º fim-de-semana de Março                                 | Monchique                  | Feira de salsicharia artesanal serrana derivada de carne de porco preto e produzida segundo os métodos tradicionais da região                                 |        |
| Feira do Folar                                  | Páscoa                                                    | São Marcos da Serra        | Feira de promoção do "Folar da Páscoa": um doce e perfumado bolo, com canela e erva-doce, decorado com ovos inteiros                                          |        |
| Feira do Folar e da Doçaria de Odeceixe         | Páscoa                                                    | Odeceixe                   | Feira que apresenta as tradições e os sabores da Páscoa na região do Algarve                                                                                  |        |
| Festa das Tochas Floridas                       | Domingo de Páscoa                                         | São Brás de Alportel       | Procissão da Ressurreição de Cristo com desfile de tochas floridas                                                                                            |        |
| Festa dos Folares                               | Segunda-feira de Páscoa                                   | Querença                   | Festa em honra de Nossa Senhora da Graça |        |
| Festa da Mãe Soberana                           | 2º Domingo depois da Páscoa                               | Loulé                      | Festa em honra de Nossa Senhora da Piedade |        |
| Festa do 1º de Maio                             | Dia 1 de Maio                                             | Alte                       | Festa na Fonte Grande com cortejo de oferendas, designado por cavalhada                                                                                       |        |
| Festa da Espiga                                 | Quinta-Feira da Ascensão (40 dias após a Páscoa)          | Salir                      | Festa em honra da Ascensão de Jesus ao Céu. Cortejo etnográfico e actuação de grupos folclóricos                                                              | [ 49 ] |
| Festival da Caldeirada e do Mar                 | Final de Maio ou início de Junho                          | Armação de Pêra            | Festival da gastronomia armacenense com destaque para a caldeirada                                                                                            |        |
| Festa de Santo António                          | 13 de Junho (ou data próxima à festa litúrgica do santo)  | Mexilhoeira da Carregação  | Festa em honra de Santo António de Lisboa | [ 50 ] |
| Festa de Nossa Senhora do Carmo                 | 16 de Julho (e no Domingo mais próximo)                   | Fuzeta                     | Festa em honra de Nossa Senhora do Carmo | [ 51 ] |
| Festa de Santo António                          | Meados do mês de Julho                                    | Marmelete                  | Festa em honra de Santo António de Lisboa |        |
| Festa dos Pescadores da Arrifana                | Último fim-de-semana de Julho                             | Portinho da Arrifana       | Festa tradicional, organizada pelos pescadores da Arrifana, que conta com cerimónias religiosas, comes e bebes e muita animação                               |        |
| Festa de Nossa Senhora da Rocha                 | 1º Domingo de Agosto                                      | Alporchinhos (Porches)     | Festa em honra de Nossa Senhora da Rocha | [ 52 ] |
| Feira Medieval de Silves                        | 1ª Quinzena de Agosto                                     | Silves                     | Feira em Silves que recria como viviam os mouros e os cristãos na Idade Média                                                                                 |        |
| Festa de São Romão                              | 1º Domingo de Agosto                                      | Alferce                    | Festa em honra de São Romão |        |
| Festa de Nossa Senhora da Orada                 | 2º Domingo de Agosto                                      | Albufeira                  | Festa em honra de Nossa Senhora da Orada |        |
| Festa de Nossa Senhora dos Navegantes           | 2º Domingo de Agosto                                      | Armação de Pêra            | Festa em honra de Nossa Senhora dos Navegantes |        |
| Festa de Nossa Senhora da Assunção              | 15 de Agosto                                              | Alte                       | Festa em honra de Nossa Senhora da Assunção |        |
| Festa de Nossa Senhora dos Mártires             | 15 de Agosto                                              | Castro Marim               | Festa em honra de Nossa Senhora dos Mártires |        |
| Festa de Nossa Senhora da Conceição             | 15 de Agosto                                              | Ferragudo                  | Festa em honra de Nossa Senhora da Conceição | [ 53 ] |
| Festa de Nossa Senhora da Piedade               | 15 de Agosto                                              | Odeceixe                   | Festa em honra de Nossa Senhora da Piedade |        |
| Festa de Nossa Senhora das Dores                | 3º Domingo de Agosto                                      | Pêra                       | Festa em honra de Nossa Senhora das Dores |        |
| Festa de Nossa Senhora d'Alva                   | 29 de Agosto                                              | Aljezur                    | Festa em honra de Nossa Senhora da Alva, em Aljezur, e Banho 29 (tradição centenária de ir a banhos de "água benta", leia-se mar, na praia de Monte Clérigos) |        |
| Festa de Nossa Senhora da Encarnação            | Último Domingo de Agosto                                  | Praia do Carvoeiro         | Festa em honra de Nossa Senhora da Encarnação | [ 54 ] |
| Festa de São Tiago e de Nossa Senhora das Dores | 1º Domingo de Setembro                                    | Estômbar                   | Festa em honra de São Tiago e de Nossa Senhora das Dores | [ 55 ] |
| Festa de Nossa Senhora da Encarnação            | 1º Domingo de Setembro                                    | Porches                    | Festa em honra de Nossa Senhora da Encarnação | [ 56 ] |
| Festa de Nossa Senhora da Luz                   | 8 de Setembro                                             | Lagoa                      | Festa em honra de Nossa Senhora da Luz | [ 57 ] |
| Festa de Nossa Senhora dos Aflitos              | 2º Domingo de Setembro                                    | Armação de Pêra            | Festa em honra de Nossa Senhora dos Aflitos e de Santo António das Areias                                                                                     |        |
| Festa de Nossa Senhora das Dores                | 15 de Setembro (ou próxima desta data)                    | Monte Gordo                | Festa em honra de Nossa Senhora das Dores |        |
| Festa de Nossa Senhora das Dores e São Luís     | 17 de Setembro (ou no Domingo mais próximo)               | Alte                       | Festa em honra de Nossa Senhora das Dores e de São Luís |        |
| Festa de Nossa Senhora da Saúde                 | 19 de Setembro (ou data próxima)                          | São Bartolomeu de Messines | Festa em honra de Nossa Senhora da Saúde |        |
| Festa de São Francisco de Assis                 | 4 de Outubro (ou data próxima à festa litúrgica do santo) | Parchal                    | Festa em honra de São Francisco de Assis | [ 58 ] |
| Festa de São Gonçalo de Lagos                   | Último domingo de Outubro                                 | Lagos                      | Festa em honra de São Gonçalo de Lagos |        |
| Festa de Nossa Senhora da Conceição             | 7 e 8 de Dezembro                                         | Quarteira                  | Festa em honra de Nossa Senhora da Conceição |        |
| Feira de São Martinho                           | 11 de Novembro (e outros dias próximos a esta data)       | Portimão                   | Evento popular com as tradicionais castanhas assadas |        |
| Festival da Batata-Doce de Aljezur              | Último fim-de-semana de novembro                          | Aljezur                    | Celebração da comunidade e uma homenagem aos agricultores e produtores locais de batata-doce                                                                  | [ 59 ] |
| Festa de Nossa Senhora da Conceição             | 7 e 8 de Dezembro                                         | Quarteira                  | Festa em honra de Nossa Senhora da Conceição |        |

## Distrito da Guarda

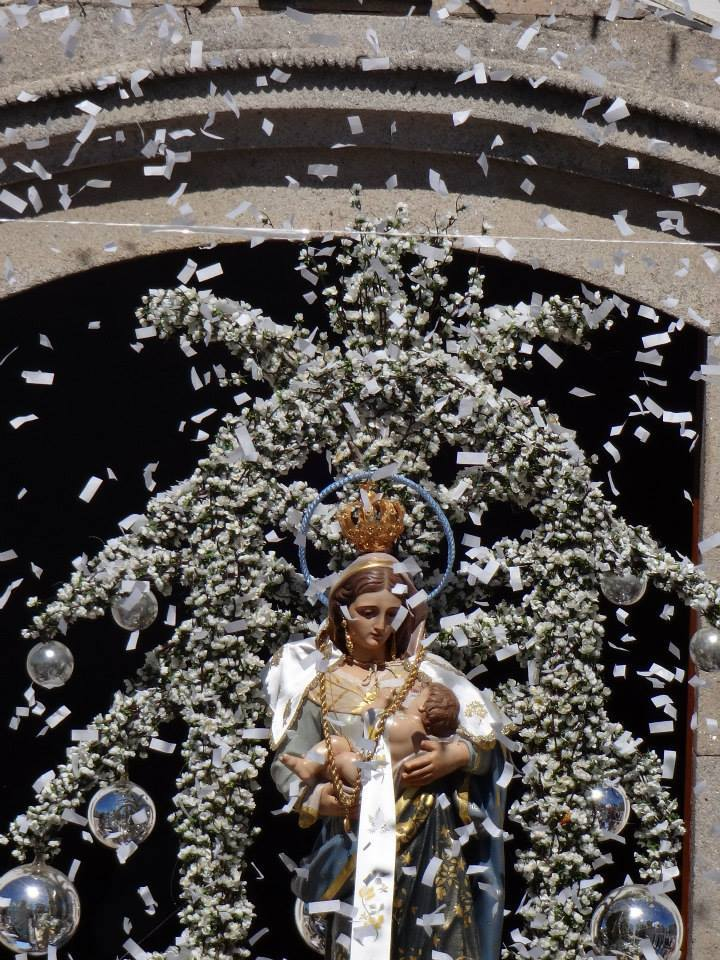
Final da procissão das festas em honra de Nossa Senhora da Ajuda

| Nome                             | Data aproximada      | Local               | Descrição                                            | Refs   |
| -------------------------------- | -------------------- | ------------------- | ---------------------------------------------------- | ------ |
| Festa da Castanha                | Outubro              | Folgosinho, Gouveia | Festa dedicada à castanha e soutos                   | [ 60 ] |
| Feira do Queijo                  | Fevereiro            | Seia                | Festa dedicada à promoção do Queijo Serra da Estrela | [ 61 ] |
| Feira do Queijo                  | Fevereiro-Março      | Celorico da Beira   | Festa dedicada à promoção do Queijo Serra da Estrela | [ 62 ] |
| Feira do Queijo Serra da Estrela | Março                | Fornos de Algodres  | Festa dedicada à promoção do Queijo Serra da Estrela | [ 63 ] |
| Festa de Nossa Senhora da Ajuda  | De 5 a 9 de Setembro | Malhada Sorda       | Romaria ao Santuário de Nossa Senhora da Ajuda       |        |

## Distrito de Leiria
| Nome                                     | Data aproximada                            | Local                        | Descrição | Refs   |
| ---------------------------------------- | ------------------------------------------ | ---------------------------- | --- | ------ |
| Festa de São Vicente                     | 3º Domingo de Janeiro                      | Campo (Caldas da Rainha)     | Festa em honra de São Vicente | [ 64 ] |
| Festa de São Vicente                     | Final de Janeiro                           | Montes (Alcobaça)            | Festa em honra de São Vicente | [ 65 ] |
| Festa de Santo Antão                     | Final de Janeiro                           | Bufarda (Atouguia da Baleia) | Festa em honra de Santo Antão | [ 66 ] |
| Feira dos Pinhões                        | Último fim-de-semana de Janeiro            | Ansião                       | Feira centenária dedicada aos produtores e vendedores de pinhões, a qual inclui bastante animação e concertos de música portuguesa | [ 67 ] |
| Festa de Santa Maria                     | Domingo mais próximo ao dia 2 de fevereiro | Arrimal                      | Festa em honra de Santa Maria | [ 68 ] |
| Festa de São Brás                        | Domingo mais próximo ao dia 2 de fevereiro | Outeiro do Louriçal          | Festa em honra de São Brás e de Nossa Senhora das Candeias                                                                         | [ 69 ] |
| Festa de Nossa Senhora da Luz e São Brás | 1º Domingo de Fevereiro                    | Casal Fernão João            | Festa em honra de Nossa Senhora da Luz e São Brás                                                                                  | [ 70 ] |
| Festa de Nossa Senhora de Fátima         | 1º Domingo de Maio                         | Casal Fernão João            | Festa em honra de Nossa Senhora de Fátima                                                                                          | [ 70 ] |
| Festa de Nossa Senhora das Dores         | Domingo anterior ao dia 8 de Setembro      | Casal Fernão João            | Festa em honra de Nossa Senhora das Dores                                                                                          | [ 70 ] |

## Distrito de Lisboa

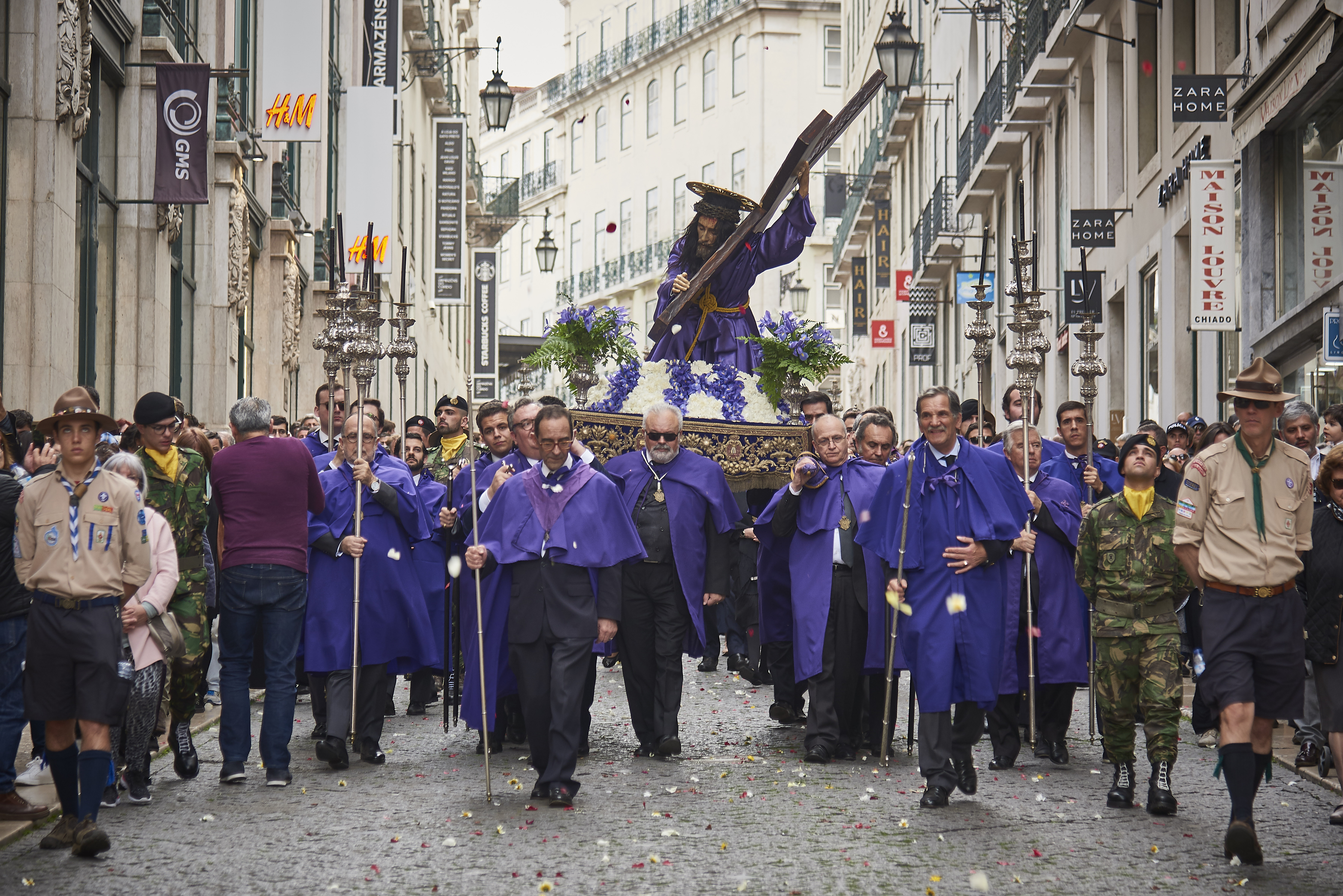
Procissão do Senhor dos Passos da Graça em Lisboa

| Nome                                        | Data aproximada        | Local   | Descrição | Refs   |
| ------------------------------------------- | ---------------------- | ------- | --- | ------ |
| Procissão do Senhor dos Passos da Graça     | 2º Domingo da Quaresma | Lisboa  | É uma das mais antigas e importantes procissões religiosas que se realiza anualmente na cidade de Lisboa | [ 71 ] |
| Procissão de Nossa Senhora da Saúde         | 1º Domingo de Maio     | Lisboa  | É a mais antiga procissão religiosa que se realiza anualmente na cidade de Lisboa | [ 72 ] |
| Festas Populares de Santo António de Lisboa | 12 e 13 de Junho       | Lisboa  | Festa dedicada ao santo popular português, Santo António de Lisboa. Existem celebrações religiosas na Igreja de Santo António, desfiles de marchas na Avenida da Liberdade e grandes arraiais noturnos pelos bairros da cidade | [ 73 ] |
| Festa das Adiafas                           | Outubro                | Cadaval | Festa dedicada à gastronomia, exposições, espetáculos e atividades equestres | [ 74 ] |

## Distrito de Portalegre

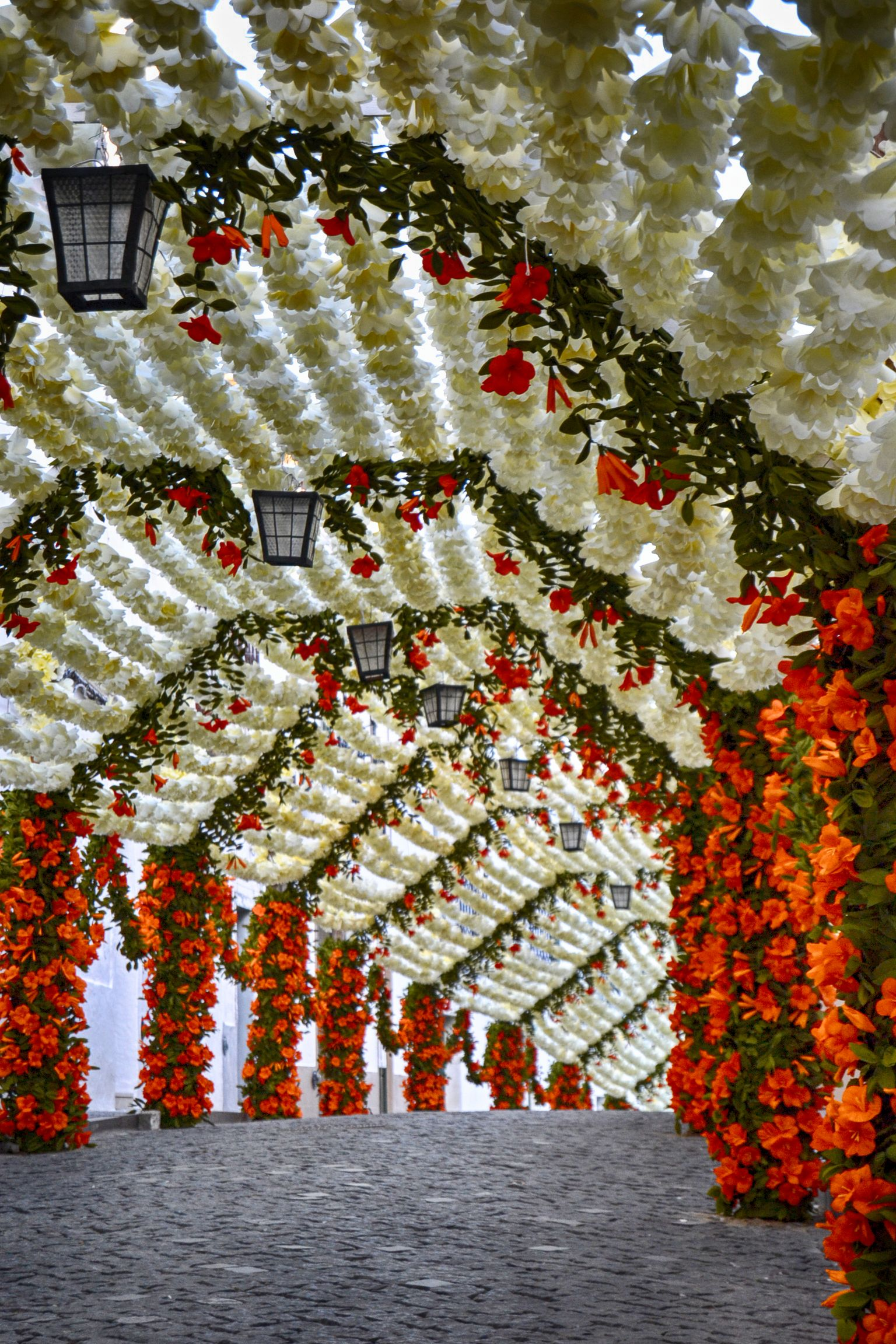
Festas do Povo em Campo Maior

| Nome           | Data aproximada                | Local       | Descrição                                          | Refs   |
| -------------- | ------------------------------ | ----------- | -------------------------------------------------- | ------ |
| Festas do Povo | Agosto-Setembro de 4 em 4 anos | Campo Maior | Festa em que a vila é decorada com flores de papel | [ 75 ] |

## Distrito do Porto
| Nome                                        | Data aproximada                     | Local     | Descrição                                                                                              | Refs   |
| ------------------------------------------- | ----------------------------------- | --------- | --- | ------ |
| Feira de Doçaria Conventual                 | Maio                                | Amarante  | Feira com o objetivo de fazer reviver as tradições, promover e vender os doces produzidos nesta região | [ 76 ] |
| Festa da Beata Irmã Maria do Divino Coração | 8 de Junho                          | Ermesinde | Peregrinação anual à Igreja do Sagrado Coração de Jesus (ou Igreja das Irmãs do Bom Pastor)            |        |
| Feira dos Capões de Freamunde               | 13 de Dezembro (Dia de Santa Luzia) | Freamunde | Festa dedicada ao capão                                                                                | [ 76 ] |

## Distrito de Santarém

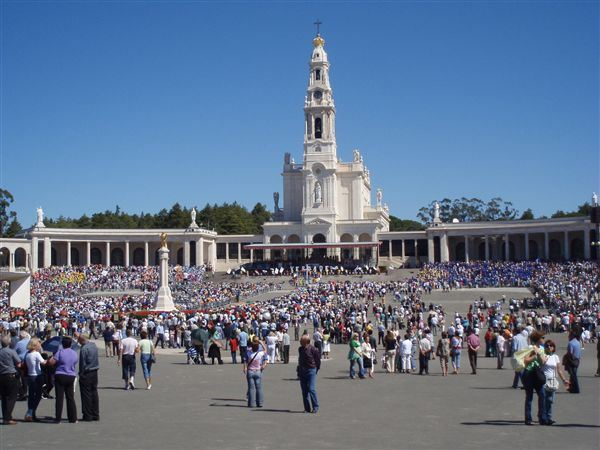
Peregrinação internacional ao Santuário de Nossa Senhora do Rosário de Fátima

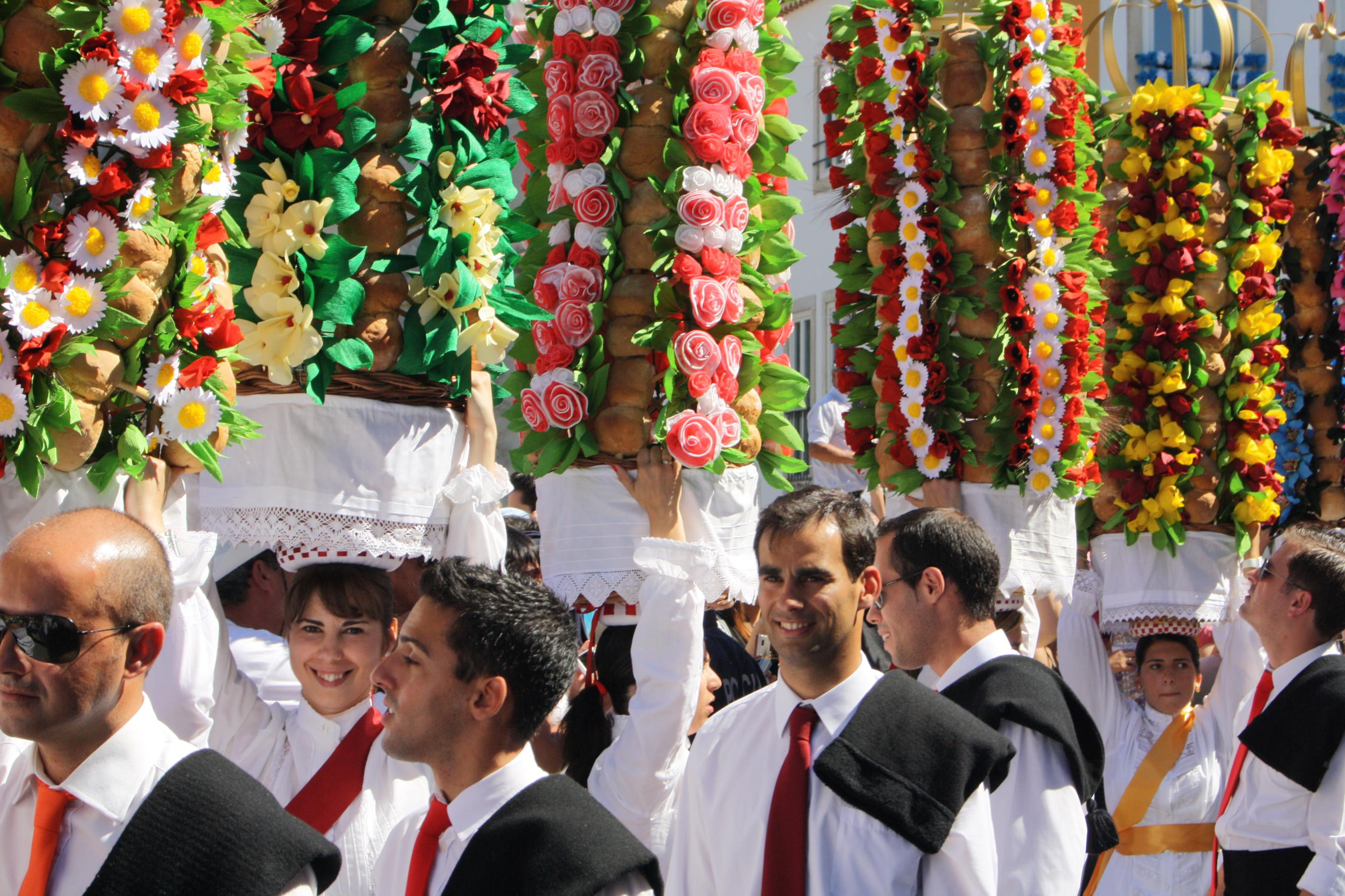
Festa dos tabuleiros em Tomar

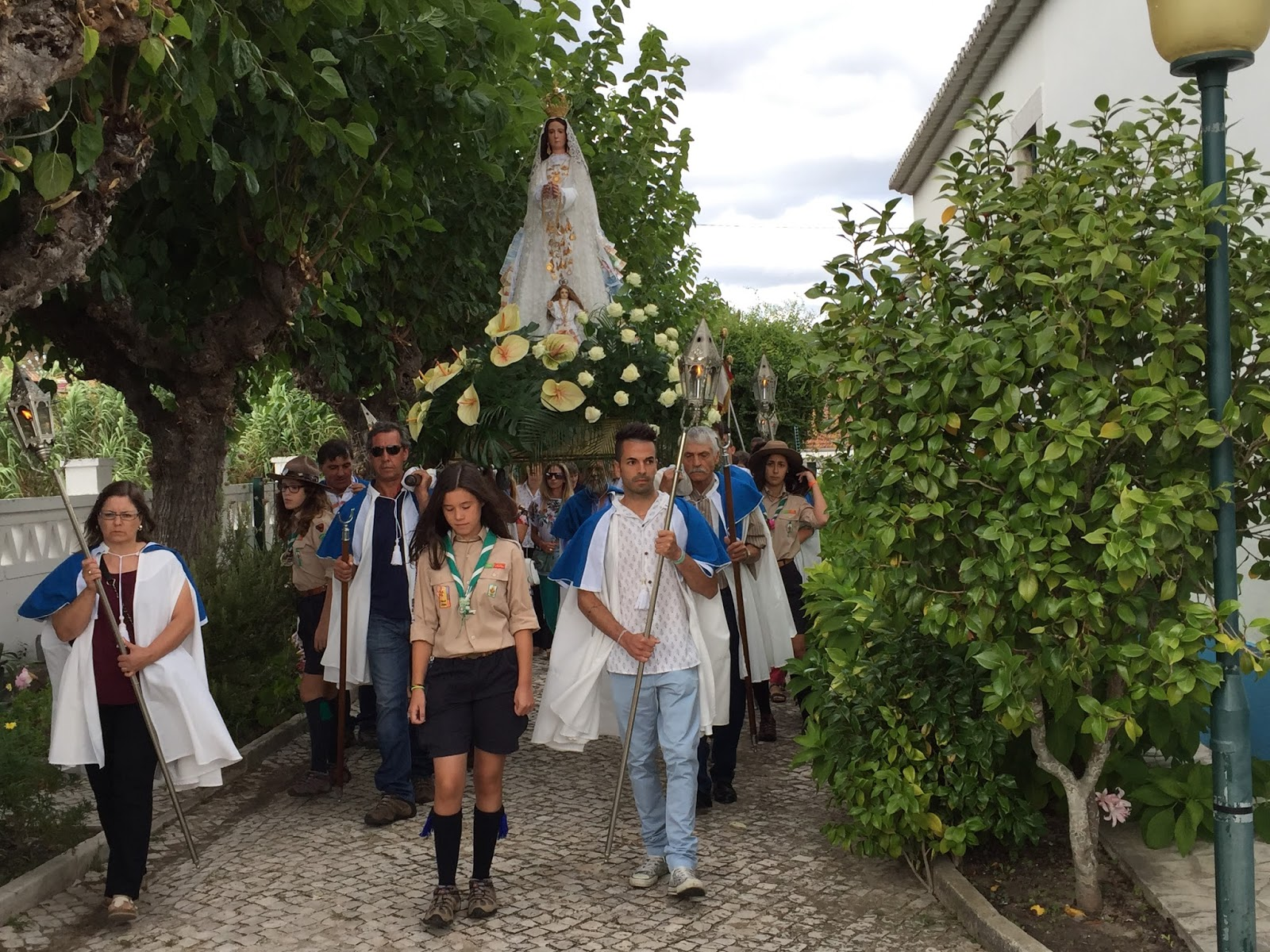
Procissão em honra de Nossa Senhora em Glória do Ribatejo

| Nome                                      | Data aproximada                           | Local                | Descrição | Refs   |
| ----------------------------------------- | ----------------------------------------- | -------------------- | --- | ------ |
| Feira Tradicional de São Brás             | 9 de Fevereiro                            | Ferreira do Zêzere   | Feira anual com recriação das feiras dos anos 30. Inclui a Mostra da Tigelada | [ 76 ] |
| Corrida e Caminhada pela Paz              | Mês de Março                              | Fátima               | Corrida e caminhada solidária anual que percorre a distância de 10 km e de 5 km, respetivamente, e atravessa os lugares da Cova da Iria, dos Valinhos e da aldeia de Aljustrel              |        |
| Peregrinação anual ao Santuário de Fátima | 12 e 13 de Maio (e a 12 e 13 de Outubro)  | Cova da Iria, Fátima | Peregrinação internacional (inclui peregrinos a pé) até à Capelinha das Aparições de Nossa Senhora de Fátima. Dia 12, procissão de velas à noite; Dia 13, procissão do adeus à Virgem Maria |        |
| Festa dos tabuleiros                      | Primeira semana de Julho (de 4 em 4 anos) | Tomar                | Festa em honra do Espírito Santo e que inclui um desfile ou procissão com tabuleiros ornamentados                                                                                           |        |
| Festa da Aleluia (Cem Soldos)             | 12 a 15 de Agosto                         | Cem soldos, Tomar    | Festival Bons Sons |        |
| Feira dos Frutos Secos e Passados         | Outubro                                   | Torres Novas         | Festa dedicada aos frutos secos | [ 76 ] |
| Feira de Santa Iria                       | 16 a 25 de Outubro                        | Tomar                | Feira anual, que inclui a Feira das Passas | [ 76 ] |

## Distrito de Viana do Castelo

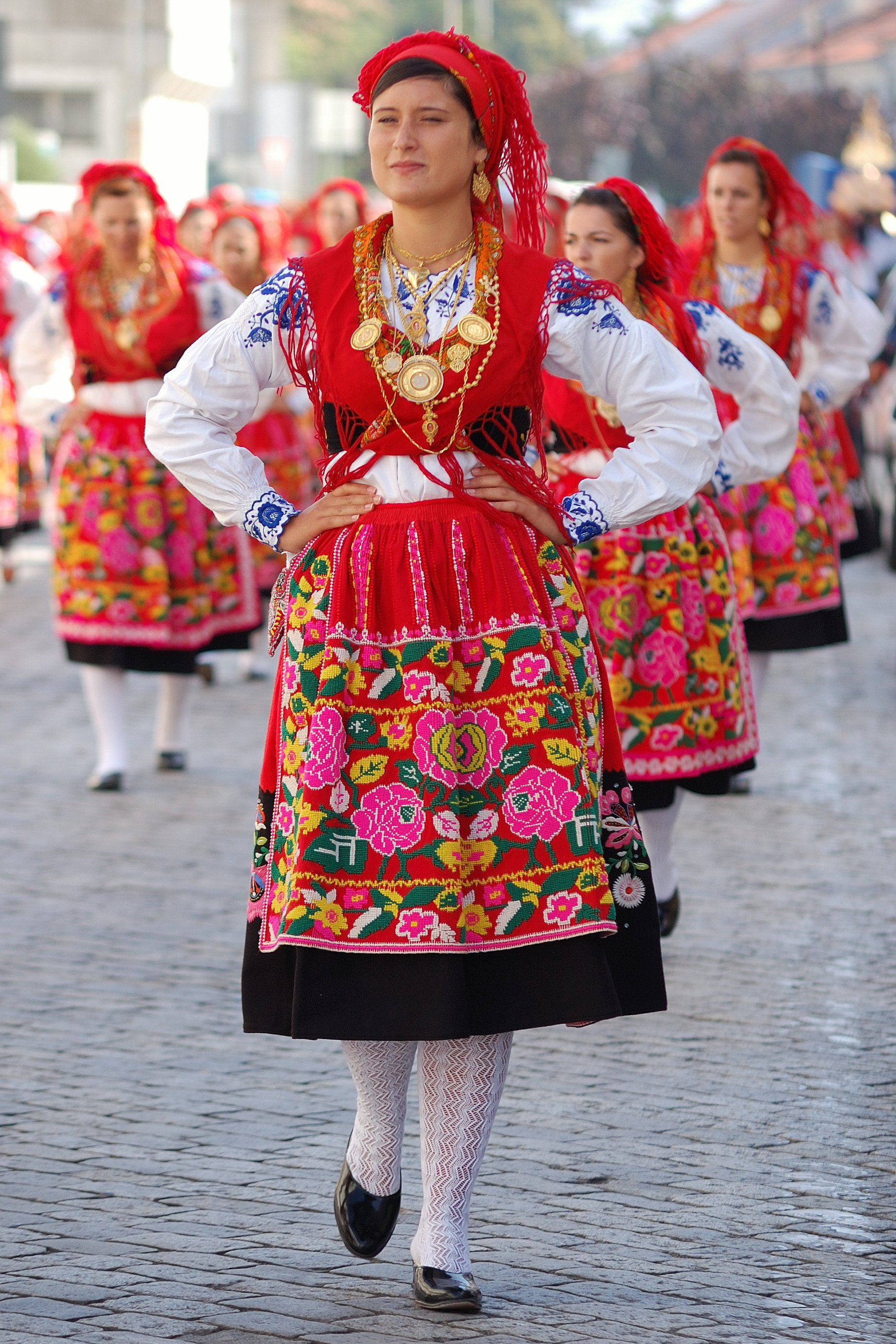
Desfile na Romaria de Nossa Senhora da Agonia em Viana do Castelo

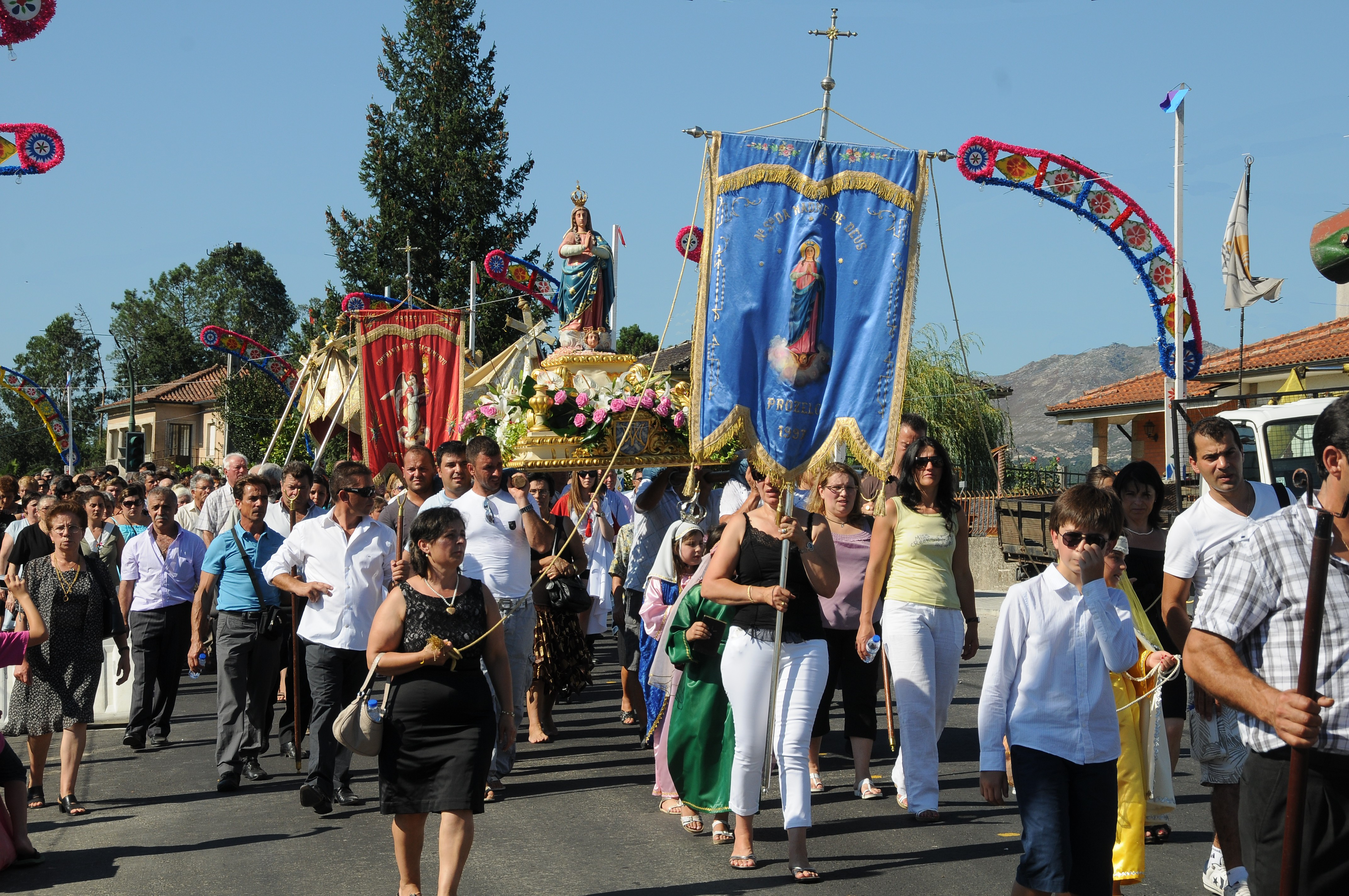
Procissão religiosa em Prozelo (Arcos de Valdevez)

| Nome                               | Data aproximada                           | Local                        | Descrição | Refs   |
| ---------------------------------- | ----------------------------------------- | ---------------------------- | --- | ------ |
| Romaria de Nossa Senhora da Agonia | 20 de Agosto (e dias em torno desta data) | Viana do Castelo             | Uma das maiores romarias de Portugal. Festas em honra de Nossa Senhora da Agonia                                                             | [ 77 ] |
| Romaria de Nossa Senhora da Peneda | Entre 31 de Agosto e 8 de Setembro        | Gavieira (Arcos de Valdevez) | Em honra de Nossa Senhora da Peneda, é considerada uma das mais concorridas romarias de Portugal, e envolve peregrinos portugueses e galegos | [ 77 ] |
| Feiras Novas                       | Setembro                                  | Ponte de Lima                | Em honra de Nossa Senhora das Dores. | [ 78 ] |

## Distrito de Vila Real
| Nome                                                | Data aproximada        | Local                          | Descrição                                                          | Refs   |
| --------------------------------------------------- | ---------------------- | ------------------------------ | ------------------------------------------------------------------ | ------ |
| Feira do Linho                                      | 1 a 4 de agosto        | Ribeira de Pena                | Mostra de produtos locais                                          | [ 76 ] |
| Feira da Terra                                      | 4 a 7 de Agosto        | Mondim de Basto                | Festa dedicada promoção dos recursos e potencialidades do concelho | [ 76 ] |
| Peregrinação ao Santuário de Nossa Senhora da Graça | 1º Domingo de Setembro | Monte Farinha, Mondim de Basto | Festa anual em honra e louvor de Nossa Senhora da Graça            | [ 79 ] |

## Distrito de Viseu
| Nome                                                | Data aproximada                                                                | Local                  | Descrição | Refs   |
| --------------------------------------------------- | ------------------------------------------------------------------------------ | ---------------------- | --- | ------ |
| Romaria ao Santuário do Senhor dos Caminhos         | 8º Domingo depois da Páscoa (coincidindo com o Domingo da Santíssima Trindade) | Romãs (Sátão)          | Grandiosa festa em honra de Jesus Cristo sob o título de "Senhor dos Caminhos"                                                      | [ 80 ] |
| Peregrinações ao Santuário de Nossa Senhora da Lapa | A 10 de Junho, a 15 de Agosto e no 1º Domingo de Setembro                      | Quintela (Sernancelhe) | Peregrinações em honra de Nossa Senhora da Lapa que são precedidas de novenas, funcionam como retiro aberto e são muito concorridas | [ 81 ] |
| Festa da Castanha de Sernancelhe                    | Outubro                                                                        | Sernancelhe            | Festa dedicada à marca Terra da Castanha                                                                                            | [ 82 ] |